# كريات موصقين

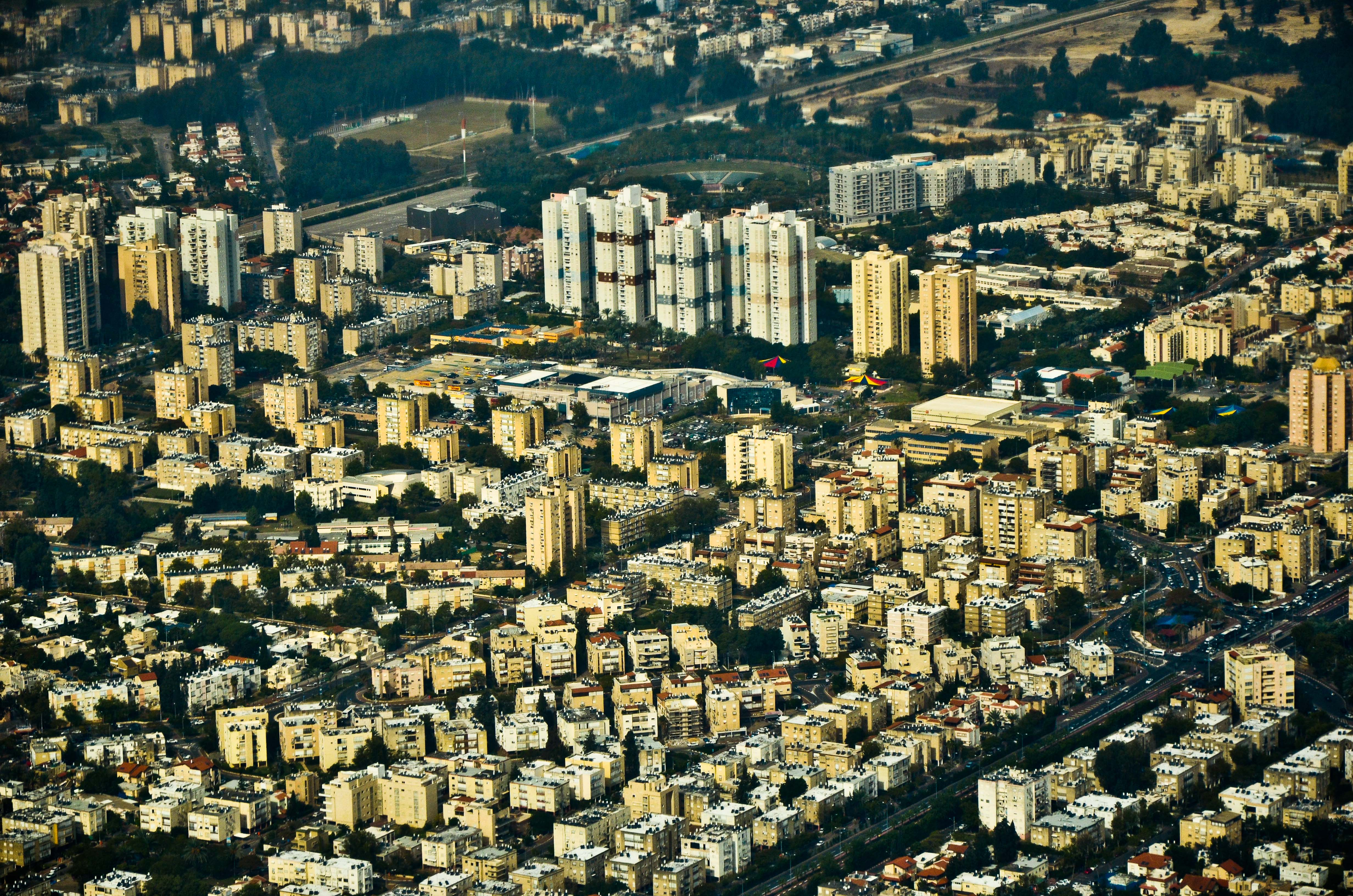
منظر جوي لأحياء المدينة الشمالية، نوفمبر 2014

كريات موصقين (تلفظ كريات موتسكين؛ بالعبرية: קריית מוצקין) مدينة إسرائيلية تقع شمال شرق حيفا. تأسست عام 1934 على اسم ليو موتسكين أحد زعماء الحركة الصهيونية، ويبلغ عدد سكانها حوالي 40,200 نسمة.
نشأت كمستوطنة، وشهدت تطورا كبيراً في الثلاثينيات بسبب استيعابها مئات من عائلات المهاجرين اليهود. استفادت المستوطنة من بعض المصانع التي أقيمت في المناطق المجاورة لها. وبسبب وقوعها على الطريق الرئيسي الواصل بين حيفا وعكا في الشمال، ما ساعدها على التطور. اتخذتها منظمة الهاجاناه مقراً لها قبل عام 1948، ما ساعدها في السيطرة على خطوط التموين من لبنان إلى المقاومة الفلسطينية في حيفا وجوارها.

## توأمة
لكريات موصقين اتفاقيات توأمة مع كل من:
- باد زغهبرغ
- تاكوما
- أورلاندو
- نيرغهازا (1998 - )
- كايفنغ
- منطقة باد كرويتسناخ [6]
- باد كرويتسناخ

## أعلام
- غونين سيغيف
- إيهود غولدفاسر وإلداد ريغف